# Daglan
Daglan é uma comuna francesa na região administrativa da Nova Aquitânia, no departamento Dordonha. Estende-se por uma área de 19,88 km². Em 2010 a comuna tinha 552 habitantes (densidade: 27,8 hab./km²).